# Ralph Truman
Pour les articles homonymes, voir Truman.
Ralph Truman est un acteur anglais, né à Londres (Angleterre, Royaume-Uni) le 7 mai 1900, mort à Ipswich (Angleterre) le 15 octobre 1977.

## Biographie
À partir des années 1920, il joue aussi au théâtre, à Londres notamment, et une fois à Broadway (New York) en 1930.
Ralph Truman débute au cinéma en 1931 et participe à 80 films (britanniques ou américains, plus quelques coproductions) jusqu'en 1972. Parmi ses rôles les mieux connus, citons celui de Tigellinus dans Quo Vadis (1951) de Mervyn LeRoy, et celui de l'inspecteur Buchanan dans L'Homme qui en savait trop (1956) d'Alfred Hitchcock. À la télévision, dès 1938 pour le support naissant, il participe à quelques téléfilms et séries, jusqu'en 1975.

## Filmographie partielle

### Au cinéma
- 1935 : The Lad d'Henry Edwards
- 1935 : Three Witnesses de Leslie S. Hiscott
- 1935 : Mr. Cohen takes a Walk de William Beaudine
- 1935 : Le Drame du terminus (The Silent Passenger) de Reginald Denham
- 1936 : The Gay Adventure de Sinclair Hill
- 1937 : Dîner au Ritz (Dinner at the Ritz) de Harold D. Schuster
- 1937 : Sous la robe rouge (Under the Red Robe) de Victor Sjöström
- 1937 : Change a Sovereign de Maurice Elvey
- 1938 : South Riding de Victor Saville
- 1938 : Alerte aux Indes (The Drum) de Zoltan Korda
- 1938 : Many Tanks Mr. Atkins de Roy William Neill
- 1939 : The Saint in London de John Paddy Carstairs
- 1941 : The Seventh Survivor de Leslie S. Hiscott
- 1942 : Sabotage at Sea de Leslie S. Hiscott
- 1943 : The Butler Dilemma de Leslie S. Hiscott
- 1944 : Henry V (The Chronicle History of King Henry the Fift with His Battell Fought at Agincourt in France) de Laurence Olivier
- 1946 : Amour tragique (Beware of Pity) de Maurice Elvey
- 1947 : Mrs. Fitzherbert de Montgomery Tully
- 1947 : Les Pirates de la Manche de Bernard Knowles
- 1948 : Oliver Twist de David Lean
- 1949 : La Dernière Barricade (Eureka Stockade) d'Harry Watt
- 1949 : Christophe Colomb (Christopher Columbus) de David MacDonald
- 1950 : L'Île au trésor (Treasure Island) de Byron Haskin
- 1950 : The Reluctant Widow de Bernard Knowles
- 1951 : Quo Vadis de Mervyn LeRoy
- 1953 : Tonnerre sur Malte (Malta Story) de Brian Desmond Hurst
- 1953 : Le Vagabond des mers (The Master of Ballantrae) de William Keighley
- 1953 : Le Carrosse d'or de Jean Renoir
- 1954 : Le Beau Brummel (Beau Brummel) de Curtis Bernhardt
- 1955 : La Nuit où mon destin s'est joué (The Night my Number came up) de Leslie Norman
- 1955 : Le Bateau qui mourut de honte (The Ship that died of Shame) de Basil Dearden
- 1956 : L'Homme qui en savait trop (The Man who know too much) d'Alfred Hitchcock
- 1956 : Tons of Trouble de Leslie S. Hiscott
- 1956 : Le Secret des tentes noires (The Black Tent) de Brian Desmond Hurst
- 1956 : Portrait d'une aventurière (Wicked as they come) de Ken Hughes
- 1956 : S.O.S. Scotland Yard (The Long Arm) de Charles Frend
- 1957 : The Good Companions de J. Lee Thompson
- 1959 : Ben-Hur de William Wyler
- 1959 : Fils de forçat (Beyond this Place) de Jack Cardiff
- 1960 : Sous dix drapeaux (Sotto dieci bandiere) de Duilio Coletti
- 1960 : Exodus d'Otto Preminger
- 1961 : Le Cid (El Cid) d'Anthony Mann
- 1971 : Nicolas et Alexandra (Nicholas and Alexandra) de Franklin Schaffner
- 1972 : La Vie tumultueuse de Lady Caroline Lamb (Lady Caroline Lamb) de Robert Bolt

### À la télévision
- 1958 : Ivanhoé (Ivanhoe), épisode 33 The Raven d'Arthur Crabtree
- 1961 : Destination Danger (Danger Man), Saison 1, épisode 30 La Comtesse (The Contessa)

## Théâtre (sélection)
Pièces jouées à Londres, sauf mention contraire
- 1925-1926 : Antoine et Cléopâtre (Antony and Cleopatra) de William Shakespeare, avec Esmond Knight, Margaret Rutherford
- 1928-1929 : Plunder de Ben Travers (à Bristol)
- 1930 : Josef Suss d'Ashley Dukes (à Broadway)
- 1930-1931 : Knave and Quean d'Edwin Justus Mayer, mise en scène de Basil Sydney, avec Robert Donat, Basil Sydney
- 1930-1931 : The Church Mouse de Benn W. Levy, avec Gerald du Maurier, Louis Hayward
- 1931-1932 : The Farmer's Wife d'Eden Phillpotts (à Bristol)
- 1932 : Richard of Bordeaux de Gordon Daviot, avec John Gielgud, Jack Hawkins, Donald Wolfit
- 1943-1944 : How are they at Home ? de John Boynton Priestley